# Kawalerowo
Kawalerowo (russisch Кавале́рово) ist eine Siedlung städtischen Typs in der Region Primorje (Russland) mit 13.494 Einwohnern (Stand 1. Oktober 2021).

## Geographie
Die Siedlung liegt im Fernen Osten Russlands inmitten des hier Mittelgebirgscharakter tragenden Sichote-Alin, etwa 280 Kilometer (Luftlinie) nordöstlich der Regionshauptstadt Wladiwostok. Unmittelbar westlich des Ortes verläuft der hier bis gut 1000 Meter hohe Hauptkamm des Gebirges, die Wasserscheide zwischen Amur/Ussuri und dem Japanischen Meer. Im Ort fließt der gleichnamige Bach Kawalerowka der Serkalnaja zu, die 50 Kilometer östlich in das Japanische Meer mündet.
Kawalerowo ist Verwaltungszentrum des Rajons Kawalerowski.

## Geschichte
Der Ort wurde 1910 von Fjodor Popolitow (1878–1938) gegründet, einem aus Ujesd Semljansk des damaligen Gouvernements Woronesch stammenden Bauern, der als Soldat im Russisch-Japanischen Krieg 1904/05 gekämpft hatte und mit der Georgsmedaille ausgezeichnet worden war. Nach dem Krieg blieb er als Umsiedler im Fernen Osten Russlands. Zu Ehrens des Trägers (russisch kawaler für Kavalier) der Georgsmedaille wurde das Dorf benannt, zunächst in der Form Kawalerowka; Popolitow selbst wurde später während des Großen Terrors wegen angeblicher Spionage erschossen (und 1992 rehabilitiert).
Einen bedeutenden wirtschaftlichen Aufschwung nahmen Ort und Gebiet mit der Entdeckung von Zinnerzlagerstätten (in Form von Kassiterit-Seifen) an den Oberläufen der Flüsse Serkalnaja und Pawlowka 1939. In Folge entstanden größtenteils bis in die 1950er Jahre fünf Zinnbergwerke und zwei Erzanreicherungsfabriken mit den zugehörigen umliegenden Siedlungen Rudny (1945), Chrustalny (1954), Wyssokogorsk (1956) und Gornoretschenski (1976). Kawalerowo selbst erhielt 1950 den Status einer Siedlung städtischen Typs. Das Gebiet nahm in der Zinnförderung der Sowjetunion einen führenden Rang ein.
Während der Wirtschaftskrise der 1990er Jahre kam der gesamte Zinnbergbau zum Erliegen; das letzte Bergwerk schloss 2001.

### Bevölkerungsentwicklung
| Jahr | Einwohner |
| ---- | --------- |
| 1912 | 97        |
| 1915 | 240       |
| 1959 | 11.875    |
| 1970 | 16.415    |
| 1979 | 20.083    |
| 1989 | 19.336    |
| 2002 | 17.358    |
| 2010 | 15.381    |
| 2021 | 13.494    |

Anmerkung: ab 1959 Volkszählungsdaten

## Kultur und Sehenswürdigkeiten
Hauptsehenswürdigkeit ist die umgebende Berglandschaft des Sichote-Alin.

## Wirtschaft und Infrastruktur
Nach Einstellung des Zinnbergbaus ist die Holzwirtschaft Hauptwirtschaftszweig. Daneben gibt es Betriebe der Lebensmittelindustrie und der Bauwirtschaft.
Kawalerowo liegt an der Regionalstraße 05N-100 von der Fernstraße A370 (nördlich von Ussurijsk) über Arsenjew nach Dalnegorsk und Rudnaja Pristan. Weiter östlich zweigt von dieser eine Straße in die südlich gelegene Siedlung Olga an der gleichnamigen Meeresbucht ab.
Unmittelbar westlich des Ortes liegt ein kleiner Regionalflughafen (ICAO-Code UHWK), der regelmäßig durch Vladivostok Avia mit Jakowlew Jak-40 auf der Strecke Wladiwostok-Knewitschi–Plastun angeflogen wird.